# Волерон Публілій Філон
Волеро́н Публі́лій Філо́н (лат. Volero Publilius Philo; V—IV століття до н. е.) — політичний, державний та військовий діяч Римської республіки, військовий трибун з консульською владою 399 року до н. е.

## Біографія
Походив з плебейського роду Публіліїв. Про батьків, дитячі роки відомостей не збереглося.
У 399 році до н. е. його було обрано військовим трибуном з консульською владою разом з Гнеєм Генуцієм Авгуріном, Марком Ветурієм Крассом Цікуріном, Луцієм Атілієм Пріском, Гнеєм Дуілієм Лонгом, Марком Помпонієм Руфом. На цій посаді разом із колегами боровся проти моровиці невідомої хвороби в Римі. Була продовжена війна проти міста Вейї, римські війська розгромили племена фалісків та капенців з району Капена, що прийшли на допомогу Вейї. Про конкретні дії Волерона Публілія під час цього трибунату джерела не повідомляють.
З того часу про подальшу долю Волерона Публілія Філона згадок немає. 